# Лили Атанасова
Лили Георгиева Атана̀сова (15 ноември 1921 — 31 януари 2004) е българска пианистка и музикална педагожка.

## Биография
Родена е в София на 15 ноември 1921 г. Завършва пиано през 1944 г. при проф. Андрей Стоянов в Държавната музикална академия в София. От 1946 г. започва да преподава пиано, а от 1964 г. е професор в Консерваторията. В периода 1966-1972 г. е декан на инструменталния факултет, а от 1972 до 1976 г. е заместник-ректор.
През 1948 г. участва на Първото общобългарско състезание за певци и инструменталисти, а през 1949 г. и на Шопеновия конкурс във Варшава. Един от върховете в изпълнителското ѝ изкуство е интерпретацията на фа минорния концерт от Шопен, както и рециталът ѝ от 1972 г., включващ четири скерци и балади. Заедно с проф. Владимир Аврамов изпълняват, за първи път в България, интегрално десетте сонати за цигулка и пиано на Моцарт. Лили Атанасова изпълнява и произведения на Бах, Брамс, Менделсон, Шуберт, Шуман, руски и български композитори.
Лили Атанасова оглавява Комисията за международните конкурси за инструменталисти. Оглавява и международния фестивал „Лауреатски дни „Катя Попова“ в Плевен.
Почива на 31 януари 2004 г.